# Long Trị A
Long Trị A là một xã thuộc thị xã Long Mỹ, tỉnh Hậu Giang, Việt Nam.

## Địa lý
Xã Long Trị A nằm ở trung tâm thị xã Long Mỹ, có vị trí địa lý:
- Phía đông giáp xã Long Trị
- Phía nam giáp các xã Long Phú và Tân Phú
- Phía tây giáp phường Thuận An
- Phía bắc giáp phường Bình Thạnh

#### Diện tích và dân số
Xã Long Trị A có diện tích 19,35 km², dân số năm 2019 là 6.899 người, mật độ dân số đạt 357 người/km².
Ranh giới
Sông Nước Đục là ranh giới tự nhiên giữa xã Long Trị A với phường Bình Thạnh.

## Lịch sử
Địa bàn xã Long Trị A trước đây là một phần xã Long Trị.
Ngày 15 tháng 9 năm 1981, Hội đồng Bộ trưởng ban hành Quyết định 70-HĐBT. Theo đó, chia xã Long Trị thành hai xã Long Trị và Long Tân. Xã Long Tân có địa giới hành chính tương ứng với xã Long Trị A ngày nay.
Ngày 28 tháng 1 năm 1991, toàn bộ diện tích và dân số của xã Long Tân được sáp nhập trở lại xã Long Trị.
Ngày 24 tháng 8 năm 2009, Chính phủ ban hành Nghị quyết 37/NQ-CP. Theo đó, thành lập xã Long Trị A trên cơ sở điều chỉnh 2.041,43 ha diện tích tự nhiên và 10.965 người của xã Long Trị.
Từ ngày 15 tháng 5 năm 2015, xã Long Trị A trực thuộc thị xã Long Mỹ.

## Hành chính
Xã Long Trị A được chia thành 4 ấp: 4, 5, 6, 7.